# 麥積山
麦积山風景區是位於中華人民共和國甘肅省天水市北道区的山區，海拔在1400米至2200米之间, 总面积130余平方千米。境內有一座同名的高142米的麥積山，為西秦嶺山脈小隴山的一部分。因為樣子像农家麦垛，所以得名麦积山。山的崖壁上有麦积山石窟，有194个洞窟。 麦积山境內还有莲花山、僧帽山、香积山、罗汉崖、雕巢峪、石門山、仙人崖等山峰。